# Ошмянско възвишение
Ошмянското възвишение (на беларуски: Ашмянскае ўзвышша; на литовски: Ašmenos aukštuma; на руски: Ошмянская возвышеность) е възвишение в северозападната част на Беларус, (основно в Гродненска област) и югоизточната част на Литва.
То е северно разклонение на обширното Беларуско възвишение. Простира се между река Неман на юг и десният ѝ приток Вилия (Нярис) на северозапад, север и североизток. На югоизток се свързва с Минското възвишение. Релефът му е представен от разположени успоредно помежду си моренни и пясъчно-филцови хълмове и валове. Максимална височина 320 m, 54°18′59″ с. ш. 26°21′17″ и. д. / 54.316389° с. ш. 26.354722° и. д., разположена в източната му част, на около 17 km южно от град Сморгон. Голяма част от площта му е заета от обработваеми земи, а на места са съхранени малки масиви от смесени и смърчово-борови гори. В средата на възвишението е разположен град Ошмяни, на североизток – град Сморгон, на юг и югоизток – градовете Молодечно и Воложин, всичките в Беларус. В югозападното му подножие е литовският град Шалчининкай, а в северозападното му подножие – столицата на Литва град Вилнюс.